# Prodidomus wunderlichi
Prodidomus wunderlichi är en spindelart som beskrevs av Christa L. Deeleman-Reinhold 200. Prodidomus wunderlichi ingår i släktet Prodidomus och familjen Prodidomidae.
Artens utbredningsområde är Thailand. Inga underarter finns listade i Catalogue of Life.